# Larsa

Carte de la Mésopotamie avec les frontières des États modernes, l'ancien tracé du littoral du golfe Persique et les sites des grandes cités antiques.

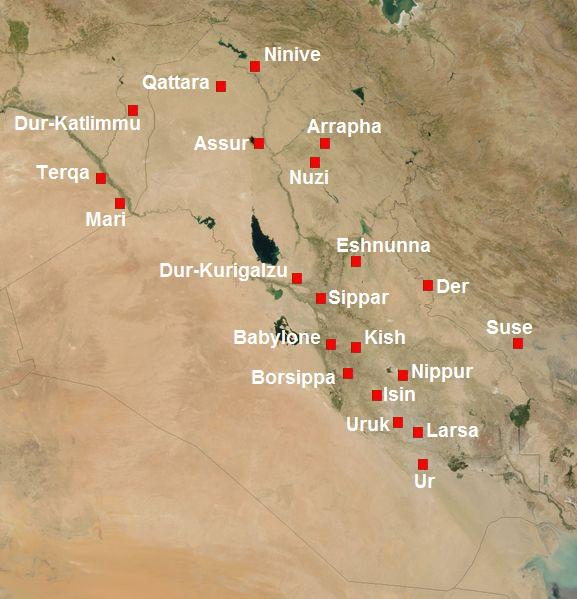
Localisation des principales cités de Mésopotamie à l'époque historique.

Larsa (ou Larag ou Larak), qui est appelé aujourd'hui Tell Senkerah (en arabe : tall sankara, تل سنكرة) en Irak, était une cité de Mésopotamie, capitale d'un royaume amorrite. Elle est située à quelque 25 km au sud-est des ruines d'Uruk. Larsa est mentionnée dans des inscriptions sumériennes antérieures au règne de Ur-Gur, entre 2700 et 2800 av. J.-C., qui construisit et restaura la ziggourat d'É-babbar, le temple de Shamash. Elle est parfois identifiée à la ville biblique d'Ellasar.

## Histoire

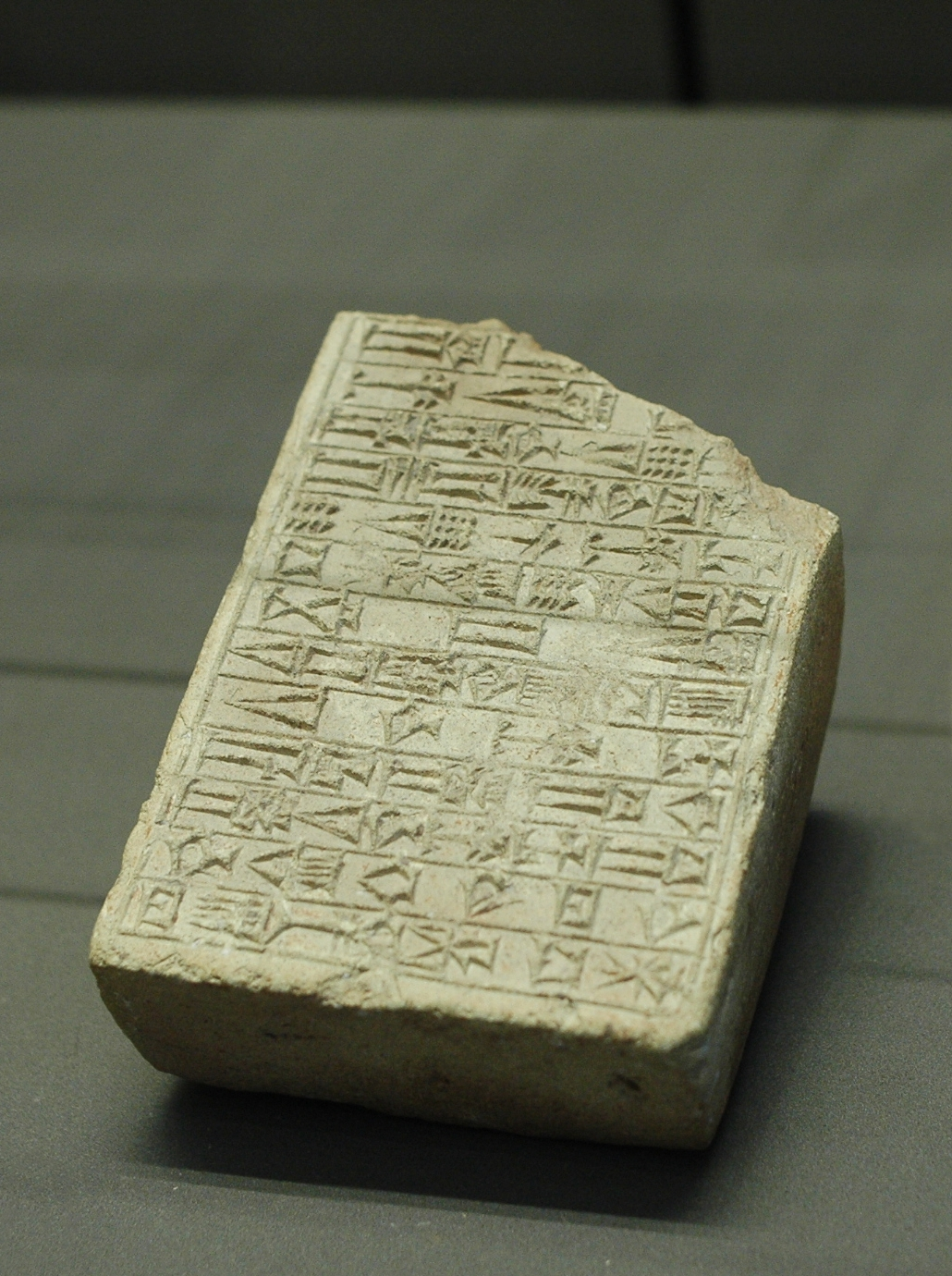
Estampe pour les briques de fondation de l'Ebabbar, v. -1850, musée du Louvre.

Le site de Larsa est occupé à l'époque de Djemdet-Nasr (v. 3000-2900 av. J.-C.), période pour laquelle ont été retrouvés trois sceaux-cachets. L'idéogramme désignant la ville apparaît également dans des impressions de sceaux de cette période mises au jour sur le site de Djemdet-Nasr, aux côtés de ceux d'autres cités majeures du Sud mésopotamien, peut-être une attestation d'une ligue formée par ces cités, dans un but cultuel ou autre.
Avec la destruction par l'Élam de l'Empire d'Ur et la mort de son roi Ibbi-sîn (2009-2004 av. J.-C.), la ville va devenir indépendante. Selon une liste dynastique tardive, la Liste des rois de Larsa, le royaume de Larsa aurait été fondé par un dénommé Naplânum, huit ans avant la proclamation d'indépendance du royaume d'Isin par Ishbi-Erra, soit vers 2025 av. J.-C. Sous le règne de Gungunum (1932–1906 av. J.-C.), cinquième roi de Larsa, le royaume prend de l'envergure : Gungunum guerroie en Élam et, la huitième année de son règne, conquiert Ur puis Dêr, Suse, Lagash et peut-être Uruk. La politique de conquête se poursuit sous son fils Abi-sarê et le successeur de ce dernier, Sumu-El.
En 1834 av. J.-C., Kudur-Mabuk, chef d'une tribu amorrite nomade, profite de la lutte entre Isin et Larsa pour prendre d'assaut cette dernière, qu'il confie à son fils Warad-Sîn. C'est alors une période de paix et de prospérité économique qui s'ouvre pour le royaume. Elle est marquée par une intense politique de construction de temples et de canaux et par un développement culturel important.
En 1809 av. J.-C., Rîm-Sîn, frère et successeur de Warad-Sîn, est confronté à une coalition menée par Sîn-Muballit de Babylone, qu'il parvient à contenir. En 1793 av. J.-C., il conquiert le royaume d'Isin, ennemi de toujours de Larsa. C'est alors l'apogée du royaume, qui ne dure que peu de temps : en 1764, Hammurabi pénètre dans le royaume par le nord, et met le siège devant la capitale secondaire, Mashkan-shapir, qu'il prend, puis la capitale principale, Larsa. Le siège dure six mois et mobilise 40 000 soldats. La ville tombe finalement et ses murailles sont détruites. Après une tentative d'évasion, Rîm-Sîn et ses fils sont emprisonnés à Babylone.

### Liste des rois de Larsa

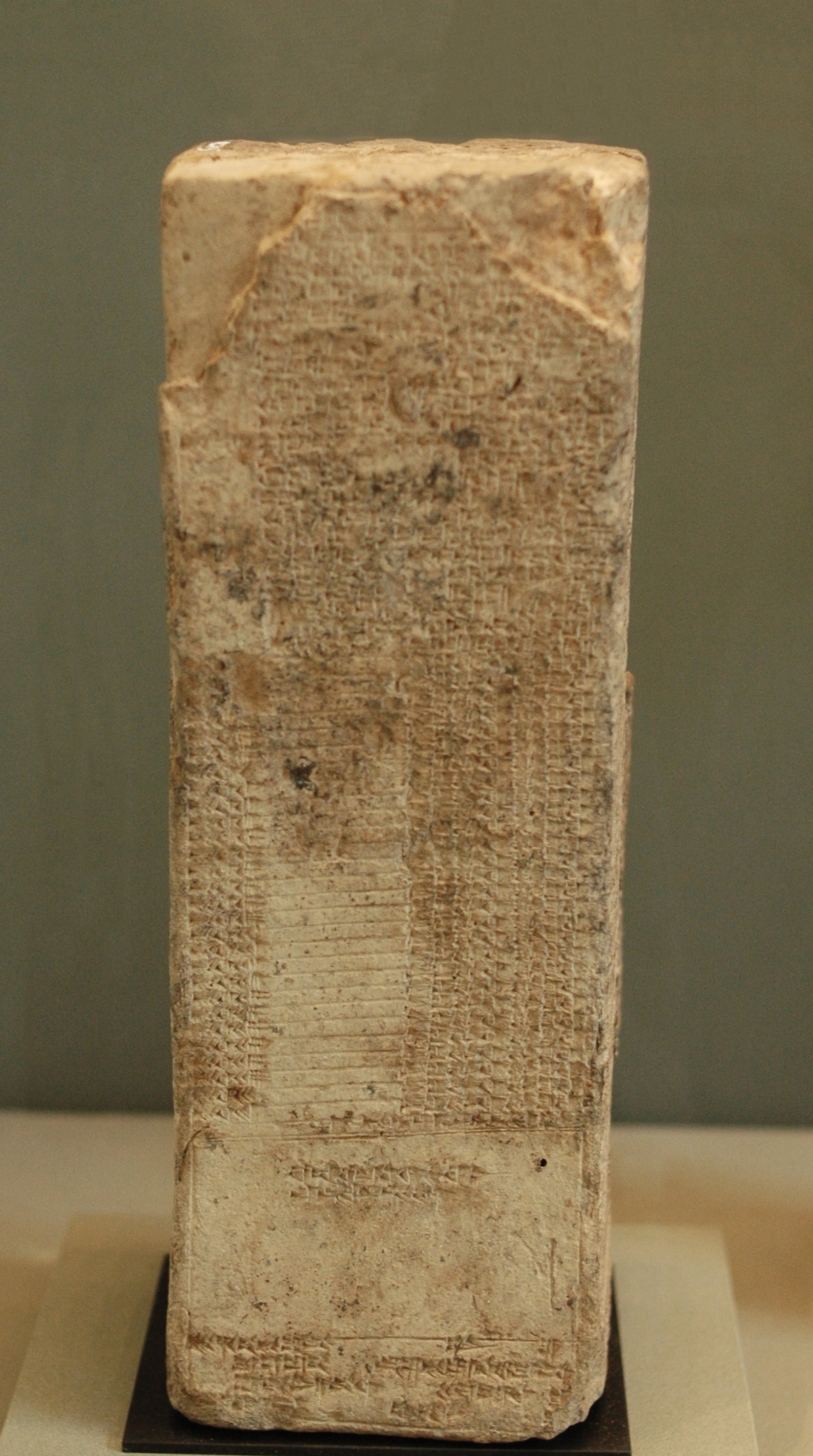
Liste des rois de Larsa, prisme inscrit de la du règne d'Hammurabi, musée du Louvre.

Les dates de règne des rois sont encore aujourd'hui très contestées d'où les nombreuses propositions pour chaque roi que l'on peut trouver.
- Naplânum (2025-2005 av. J.-C.)
- Emisum (2004-1977 av. J.-C.)
- Samium (1976-1942 av. J.-C.)
- Zabaia (1941-1933 av. J.-C.)
- Gungunum (1932-1906 av. J.-C.)
- Abi-sarê (1905-1895 av. J.-C.)
- Sumu-El (1894-1866 av. J.-C.)
- Nûr-Adad (1865-1850 av. J.-C.)
- Sîn-iddinam (1849-1843 av. J.-C.)
- Sîn-eribam (1842-1840 av. J.-C.)
- Sîn-iqîsham (1840-1835 av. J.-C.)
- Silli-Adad (1835-1834 av. J.-C.)
- Warad-Sîn (1834-1823 av. J.-C.)
- Rîm-Sîn (1822-1763 av. J.-C.)
- Rîm-Sîn II (1741-1736 av. J.-C.)

## Le site archéologique

### Fouilles
Identifié en 1854, le site de Larsa a été fouillé par André Parrot en 1933. La campagne a permis de mettre au jour l'É-babbar, un temple édifié par le roi Sîn-iddinam et consacré au dieu Soleil, Shamash. André Parrot a aussi découvert le vase d'Ishtar. Le palais royal de Nûr-Adad a également été dégagé. Par la suite, plusieurs campagnes de fouilles ont été organisées, d'abord dirigées par Jean-Claude Margueron puis par Jean-Louis Huot. Après trente ans d'interruption, la fouille du site a repris en 2019 sous la direction de Régis Vallet.
Les archives scientifiques des fouilles archéologiques de Larsa sont déposées au Pôle archives de la Maison des Sciences de l’homme Mondes.

### Organisation générale du site
Le site de Tell Senkereh couvre environ 190 hectares, et est de forme grossièrement ovoïde, aux rebords irréguliers. Sa topographie a été étudiée précisément lors de la campagne de fouilles de 1989, par des prospections de surface combinées à l'étude de photographies aériennes prises au début des années 1970, qui couvrent le centre et l'est du tell (la partie ouest n'est donc pas bien connue). La position centrale est occupée par le complexe du sanctuaire du dieu Shamash, l'Ebabbar, au nord duquel se trouvait le palais de Nur-Adad. À l'est ont été repérés des quartiers résidentiels (au nord-est), mais aussi un autre qui aurait eu une fonction artisanale (au sud-est). Une colline, le tell du Chameau, se trouve également dans la bordure orientale du site ; il pourrait s'agir d'une forteresse d'époque tardive. Dans la partie ouest du site, des zones de nécropoles ont été repérées et quelques tombes fouillées. La ville intérieure est parcourue par des traînées qui correspondent à des canaux, ou bien à des rues principales, dont une qui court des pieds du tell de l'Ebabbar jusqu'au nord, et devait sans doute traverser le site jusqu'au sud. Le tracé du mur d'enceinte n'a pas été identifié sur place, mais il paraît apparaître sur des photographies aériennes de la partie orientale du site. Cinq portes perçant l'enceinte ont néanmoins été fouillées lors de fouilles : deux (ou trois) ont une forme de portes dites « à tenailles » classique de l'architecture mésopotamienne, et trois (ou deux) autres portes dites « massives », dont l'ouverture est bordées par deux massifs en briques crues (des tours ?).

### Introductions
- Daniel Arnaud, « Larsa A. Philologisch. », dans Reallexicon der Assyriologie und Vorderasiatischen Archäologie, vol. VI, Berlin, De Gruyter, 1980-1983, p. 496-500
- Jean-Claude Margueron et Jean-Louis Huot, « Larsa B. Archäologisch. », dans Reallexicon der Assyriologie und Vorderasiatischen Archäologie, vol. VI, Berlin, De Gruyter, 1980-1983, p. 500-506
- (en) Jean-Claude Margueron, « Larsa », dans Eric M. Meyers (dir.), Oxford Encyclopaedia of Archaeology in the Ancient Near East, vol. 3, Oxford et New York, Oxford University Press, 1997, p. 331-333.
- Dominique Charpin, « Larsa (rois) », dans F. Joannès (dir.), Dictionnaire de la civilisation mésopotamienne, Paris, 2001, p. 466-469.

### Résultats des fouilles
- Jean-Louis Huot et al., Larsa : travaux de 1987 et 1989, Beyrouth, Presses de l'IFPO, 2003
- Jean-Louis Huot, L'E.babbar de Larsa aux IIe et Ier millénaires : fouilles de 1974 à 1985, Beyrouth, Presses de l'IFPO, 2014
- Régis Vallet et al., « Preliminary Report on the XIVth and XVth Campaigns at Larsa (2019) », Sumer 66, 2020, p. 133-175

### Textes
- (en) Douglas Frayne, The Royal inscriptions of Mesopotamia. Early periods, volume 4 : Old Babylonian Period (2003-1595 BC), Toronto, University of Toronto Press, 1990, p. 107-322.